# Taiz (província)
Taiz, também chamada Ta'izz (em árabe: تعز) é uma província (mohafazah) do Iêmen. Sua capital é Ta'izz, a terceira maior cidade do país. Outras cidades importantes da província estão Al Sawa, Juha e o famoso porto exportador de café de Moca. Tem uma área de 10.677 quilômetros quadrados, e em janeiro de 2004 possuía uma população de 2.402.569 habitantes.
Para uma área tão pequena, a província de Taiz tem uma geografia extraordinariamente diversa. A porção oeste da província é parte da planície costeira de Tiama, com um clima excessivamente quente, úmido e árido. Já a parte leste é muito montanhosa, e o seu ponto mais alto é o Jebel Saber, a 3.070 metros de altitude, próximo à cidade de Taiz. Estas montanhas aprisionam a umidade criada por uma reversão dos ventos mais altos entre abril e outubro, fazendo com que as chuvas aumentem de 200 milímetros nos sopés das montanhas até provavelmente mais de 1.000 milímetros próximo a Jebel Saber. As temperaturas nas terras altas permanecem elevadas apenas durante o dia, porém durante a noite, nos locais mais elevados, podem cair dramaticamente, até -5°C.
A agricultura reflete esta diversidade geográfica. Na região litorânea de Tiama, existe apenas a agricultura irrigada, principalmente produzindo algodão, sorgo, e gergelim. No interior do país, além destes produtos, há uma gama muito maior de tipos de plantações, devido à maior pluviosidade e maior armazenamento de água. Mangas, mamões e bananas são as principais colheiras do escarpado ocidental, e, nos terrenos mais elevados, cultiva-se café e khat. Embora o vinho seja proibido no Iêmen por seu conteúdo alcoólico, ainda se produzem uvas para a produção de passas, em determinadas áreas.
A cidade de Taiz é o principal centro de estudos islâmicos no Iêmen, e foi a capital da nação entre 1948 e 1962. No entanto, não é tão antiga quanto Ibb e Jibla. Hoje em dia, é o centro comercial mais importante do país, devido à sua proximidade a terra cultivável e ao importante porto de Moca, no mar Vermelho. Também possui um aeroporto internacional, o Aeroporto Internacional de Taiz, com diversos conexões dentro do Iêmen e com os países vizinhos.
1. ↑  Enciclopédia brasileira Mérito. 1. [S.l.]: Editora Mérito S.A. 1970. p. 292